# Giuseppe Carnovale
Giuseppe Carnovale, detto Er Tronco (Polia, 20 dicembre 1946 – Roma, 27 luglio 1991), è stato un criminale italiano, esponente dell'organizzazione mafiosa romana banda della Magliana.

## Biografia
Cognato di Edoardo Toscano (che sposò sua sorella Antonietta) e fratello di Vittorio Carnovale, già da giovane fu operativo all'interno del gruppo criminale del boss Nicolino Selis che agiva nella zona di Acilia.
Nel 1977, introdotto dallo stesso Selis, entrò a far parte del nucleo originario della nascente Banda della Magliana, con compiti di controllo dello spaccio delle sostanze stupefacenti nella zona di Acilia.
Nel 1990 ha partecipato insieme al fratello Vittorio all'omicidio di Enrico De Pedis il quale aveva fatto uccidere loro cognato Edoardo Toscano.
Morirà il 27 luglio del 1991 per cause naturali.

## I fratelliBuffoni
La figura dei fratelli Carnovale ha ispirato i personaggi dei fratelli Buffoni nel libro Romanzo criminale, scritto nel 2002 da Giancarlo De Cataldo e riferito alle vicende realmente avvenute della banda della Magliana. Nell'omonimo film che ne verrà poi tratto, diretto da Michele Placido nel 2005, i personaggi dei Buffoni (qui chiamati Ciro e Aldo) furono interpretati, rispettivamente, dagli attori Antonello Fassari e Roberto Brunetti, mentre nella serie televisiva, diretta da Stefano Sollima, i panni di Sergio e Ruggero Buffoni furono vestiti da Lorenzo Renzi e da Edoardo Pesce.